# Pipi & Bibis
Pipi & Bibis, conocido en Japón como Whoopee!!, es un videojuego de plataformas en 2D de estilo arcade, desarrollado por Toaplan y publicado en 1991.

## Sistema de juego
Su sistema de juego es similar al de Elevator Action. comienza el jugador o ambos jugadores sobre un escenario de varios pisos para subir o bajar mediante elevadores y escaleras en los niveles 1, 3 y 5, así como trampolines en los niveles 2, 4 y 6 sin scroll representando un edificio. En cada piso se sitúan computadoras en las que el jugador debe plantar una bomba con la desventaja de ser perseguido por ciertos enemigos. Una vez que se hayan activado las bombas en cada una de las computadoras del edificio el jugador tiene 20 segundos para dirigirse a la salida ya que a los 10 segundos aparece una Mega Bomba el cual se situará en medio de la pantalla. Si el jugador o los dos jugadores logran escapár a tiempo se pasa al siguiente nivel. En caso de ser solo un jugadór, si hace contacto con un enemigo o es alcanzado por el humo de la Mega Bomba estallada, tendrá que volvér a empezár el nivel
En cada nivel hay diferentes enemigos. El jugador puede defenderse de ellos con una pistola láser de alcance limitado. Cuando el rayo hace contacto con el enemigo, éste cae al piso aturdido por unos segundos. Si el jugador continua disparando el rayo al enemigo aturdido por unos segundos más, el enemigo cae al piso inmediato inferior.
Al principio de cada escenario se muestra primero la silueta de una chica en destellos de colores siendo seis chicas en total y a medida que el jugador o los dos jugadores avanzan se va revelando a la chica en cuatro partes de pies a cabeza, mismos que son los cuatro niveles de cada escenario. para podér ver el cuerpo desnudo de la chica al final de cada escenario, se deben tomár cuatro monedas con una letra "H" que aparecen en cada uno de los 4 niveles, mismas que también le aumenta 10,000 puntos al marcadór. de lo contrario, la chica se revela semi-desnuda. es decír, usando solamente ropa interior